# Faiveley (Weingut)

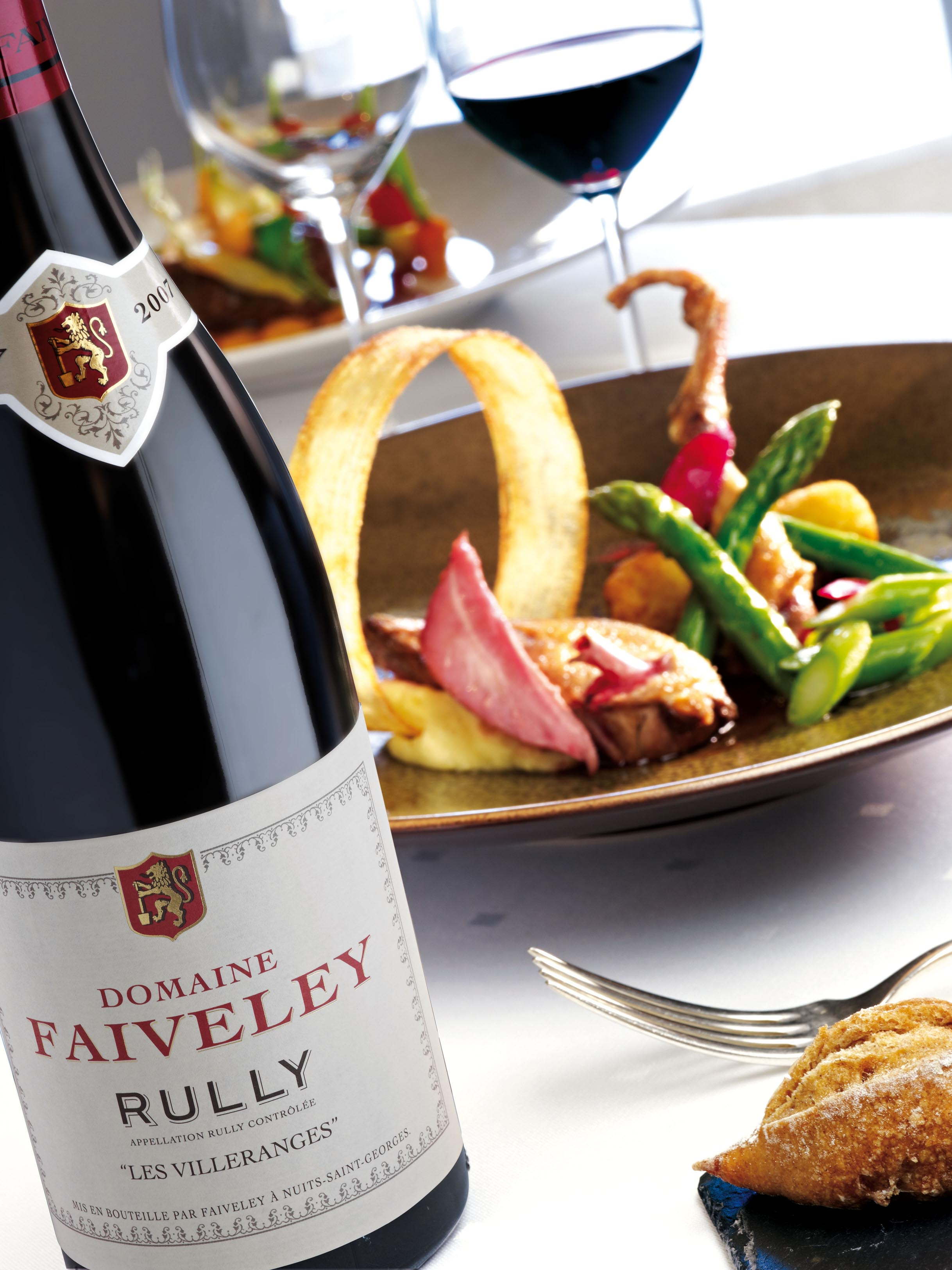
Rotwein aus dem Rully

Faiveley oder auch 'Domaine Faiveley' ist ein von Erwan Faiveley geleiteter Familienbetrieb und Besitzer eines der größten Weingüter in Burgund. Daneben ist er auch im Weinhandel tätig.

## Geschichte
Seit der Gründung 1825 besitzt Faiveley Weinberge in Côte de Nuits, Côte Chalonnaise und neuerdings auch in Côte de Beaune. Die Faiveley Familie hat Besitz von 5 ha in Puligny-Montrachet, das berühmt ist für beste Weißweine aus der Rebsorte Chardonnay. Der Besitz umfasst insgesamt 110 ha.

## Affaire Faiveley
1993 vermutete der Weinpapst Robert M. Parker in seinem Wine Buyer's Guide, dass Faiveley minderwertigere Weine als die zuvor in der Kellerverkostung angebotenen exportiert. Dies führte zur „Affaire Faiveley“: Parker und sein Verlag Simon and Schuster wurden in Paris vor dem „tribunal de grande instance“ wegen Verleumdung angeklagt. Das Verfahren wurde außergerichtlich beigelegt, da Faiveleys US-Importeur die Flaschen bei bis zu 32 °C lagerte und dadurch den Qualitätsverlust verursachte. Parker schickte seit 1997 bis 2006 seinen Kollegen Pierre-Antoine Rovani zur Verkostung der Burgunderweine nach Frankreich.

## Geschichte
- 1825 Pierre Faiveley (1792–1847) gründet das Faivley Landgut
- 1850 Joseph Faiveley (1823–1923) Der Wein aus Burgund wird in Europa bekannt
- 1900 François Faiveley (1839–1918) kämpft gegen die Phylloxera (Reblaus) und ihre katastrophalen Folgen
- 1925 Georges Faiveley (1887–1968) durchsteht die Folgen der Weltwirtschaftskrise 1929 und verwertete Wein in einer Bruderschaft
- 1950 Guy Faiveley (1914–2002) vergrößert das Anbaugebiet auf über 100 ha
- 1975 François Faiveley (* 1951) Wegbereiter des Sortiertischs und der Kaltmazeration
- 2004 Erwan Faiveley (* 1979)